# كاسانو ديلي مورجي
كاسانو ديلي مورجي (بالإيطالية: Cassano delle Murge)‏ هي بلدة وبلدية في مقاطعة باري في إقليم بوليا في جنوب إيطاليا.

## السكان
في سنة 1861 بلغ عدد السكان 4٬263 نسمة، وتطور العدد ليصل في سنة 2011 لـ 14٬270 نسمة.
يظهر هذا المخطط البياني تطور النمو السكاني لـ كاسانو ديلي مورجي

## أعلام
- آنا ريتا ديل بيانو